# Andónisz Nikopolídisz
Antoniosz Nikopolidisz (görögül: Αντώνης Νικοπολίδης, 1971. október 14., Arta, Görögország), görög válogatott labdarúgó. A 2004-es Európa-bajnokság legjobb kapusa.

## Pályafutása

### Klubcsapatokban

#### Panathinaikósz
Nikopolidisz első csapata az Anagenniszi Artasz volt, 1989-ben igazolt át a Panathinaikószba, ahol türelemesen kivárta, amíg pályára lép. Főleg a lengyel kapus, Józef Wandzik tartalékja volt. Ezalatt három bajnoki címet (1990, 1991, 1995), három Görög Kupát (1993–1995) és két Görög Szuperkupát (1994, 1995) nyert a csapat. 1995-ben mutatkozott be a görög élvonalban, és azóta a legjobb kapusok közt tartják számon. Wandzikot 2000-ig nem tudta kiszorítani, de az 1996-os bajnoki címből már kivette a részét. A 2002–2003-as BL-idényben a negyeddöntőbe segítette a csapatot, ott a Barcelona verte ki őket 3–2-es összesítéssel.
Bár a szerződése utolsó évében (2004) a Panathinaikósz nagy fizetésemelést ajánlott fel Nikopolidisznek, ha hosszabbít, körülbelül félmillió eurónyit évenként, a kapus nem fogadta el azonnal az ajánlatot, amivel kétségeket ébresztett, hogy marad-e a csapatnál. A vezetőség ezt gyanúsnak találta, és úgy döntöttek, hogy akkor a kispadon fog ülni a 2003–04-es szezon második felében. A Panathinaikósz-drukkerek felháborodtak arra a hírre, hogy Nikopolidisz a fő rivális Olimbiakószhoz akarna igazolni. A tömeg annyira dühös volt, hogy kifütyülte a kapust a szezon végén, amikor felemelte a trófeát (a Panathinaikósz nyerte a bajnokságot).

#### Olimbiakósz
Nikopolidisz a Euro 2004 után, évi 800 000 euróért az Olimbiakószhoz igazolt. Az piros-fehéreknél a 71-es mezt viselte, ami a születési évére utal. Miután aláírta a szerződését (ami 2007-ig tartott), közölte, hogy bár sose volt Olimbiakósz-drukker, a régi klubja olyan tisztességtelenül járt el, hogy szerinte nem erkölcsi kérdés, hogy hova igazol. 2006 tavaszán meg is nyerték a bajnokságot és a kupát. A 2010-11-es szezon végén bajnokként vonult vissza.

### A válogatottban
1999 és 2008 között 90 alkalommal szerepelt a görög válogatottban.
1999. augusztus 18-án mutatkozott be Salvador ellen. A 2004-es labdarúgó-Európa-bajnokságon minden meccsen védett, ahol 4 gólt kapott, de az egyenes kieséses szakaszban már egyet sem; ezért is lett a torna legjobb kapusa. Teljesítménye külön kiemelendő, hiszen a Panathinaikósz döntése miatt gyakorlatilag fél éve nem védett élesben. Igazán emlékezetes védése nem nagyon volt, főleg beadásokat, távoli lövéseket védett, ziccert keveset. Miután Theódorosz Zagorákisz visszavonult az EB után, ő lett a válogatott új csapatkapitánya. 90 meccsen játszott, ezzel ő a rekorder a válogatott kapusok között.

## Magánélete
Nős, egy fiú édesapja. Athén egyik kerületében, Nea Penteliben él.

## Sikerei, díjai
Panathinaikósz
- Görög bajnok (5): 1989–90, 1990–91, 1994–95, 1995–96, 2003–04
- Görög kupagyőztes (5): 1990–91, 1992–93, 1993–94, 1994–95, 2003–04
- Görög szuperkupagyőztes (2): 1993, 1994

Olimbiakósz
- Görög bajnok (6): 2004–05, 2005–06, 2006–07, 2007–08, 2008–09, 2010–11
- Görög kupagyőztes (4): 2004–05, 2005–06, 2007–08, 2008–09
- Görög szuperkupagyőztes (1): 2007

Görögország
- Európa-bajnok (1): 2004

Egyéni
- A görög bajnokság legjobb kapusa (8): 1999–2000, 2001–02, 2002–03, 2003–04, 2004–05, 2005–06, 2007–08, 2008–09
- A 2004-es Európa-bajnokság álomcsapatának a tagja